# Estado de Graça Santificante

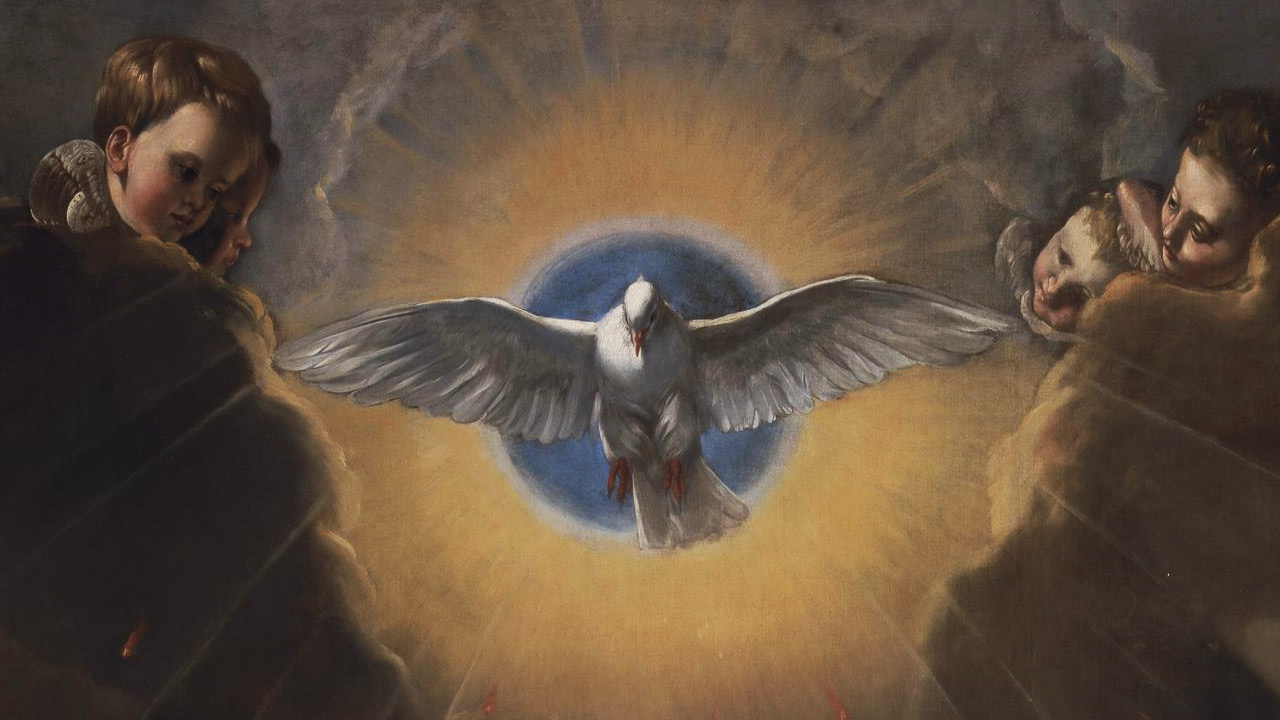
Espírito Santo, fruto do Estado de Graça.

O Estado de Graça Santificante (em latim: Status Gratiae Sanctificans) é um conceito fundamental na teologia da Igreja Católica, que designa a condição espiritual da alma que participa da vida divina por meio da Graça santificante. Trata-se de uma disposição interior estável, sobrenatural e habitual, infundida por Deus, que torna a alma apta a viver em comunhão com Ele, permitindo-lhe alcançar a Salvação eterna.

## Graça
Graça é um conceito teológico do Cristianismo, definido como um dom gratuito e sobrenatural dado por Deus para conceder à humanidade todos os bens necessários à sua existência, à sua salvação e à sua santidade.
"A graça é o favor, o socorro gratuito que Deus nos dá, a fim de respondermos ao seu chamamento para nos tornarmos filhos de Deus, filhos adotivos, participantes da natureza divina e da vida eterna"
Ou seja, "graça" no sentido cristão, seria um dom gratuito dado por Deus para que o fiel seja capaz de ser e fazer coisas que ultrapassam suas capacidades humanas naturais, sendo assim, o fiel se torna capaz de atos semelhantes aos de natureza divina.
A teologia católica distingue três tipos de graça, sendo elas: a que se discute agora, a graça santificante; a graça atual; e a graça sacramental.

### Estado de Graça Santificante
Ela é um hábito da alma, infundido por Deus, que nos faz Seus filhos adotivos, herdeiros do reino de Deus e participantes de Sua natureza divina. Para destrinchar melhor essa definição, deve-se separá-la por pontos:
1. Hábito da alma: a graça altera acidentalmente[12] a alma, o que faz que ela adquira uma qualidade habitual,[13] qualidade esta que a torna semelhante a Deus.[14] Esse hábito se enraíza em nossa alma de tal forma que o fiel só poderia perdê-lo cometendo algum pecado mortal; [15]
2. Que nos faz Seus filhos: não nos é possível ser filhos de Deus, como somos de nosso progenitor físico, o nosso pai.[16] Porém, Deus faz os fiéis em estado de graça seus filhos adotivos,[17] pois, a graça infundida na alma do fiel o torna semelhante a Deus. Então, assim como o filho não é totalmente diferente de seu genitor, pois, sempre possuirá alguma semelhança de filiação à paternidade, o fiel não é totalmente diferente de Deus quando está em estado de graça santificante, podendo assim ser chamado de "Filho adotivo de Deus"
3. Herdeiros da Glória: o fiel que se encontra em estado de graça santificante encontra-se no estado necessário para poder, caso morra nesse estado, ir para o céu.[18]
4. Participantes da Natureza Divina: neste estado, o fiel torna-se participante da natureza divina, convidado constantemente a compartilhar o amor de Deus em sua vida. Esta participação eleva o fiel para viver conforme a santidade e com as virtudes divinas, sendo assim, quão maior for a graça santificante em um fiel, equivalentemente mais terá virtudes parecidas com um ser de natureza divina.[13]

## Como entrar em Estado de Graça?

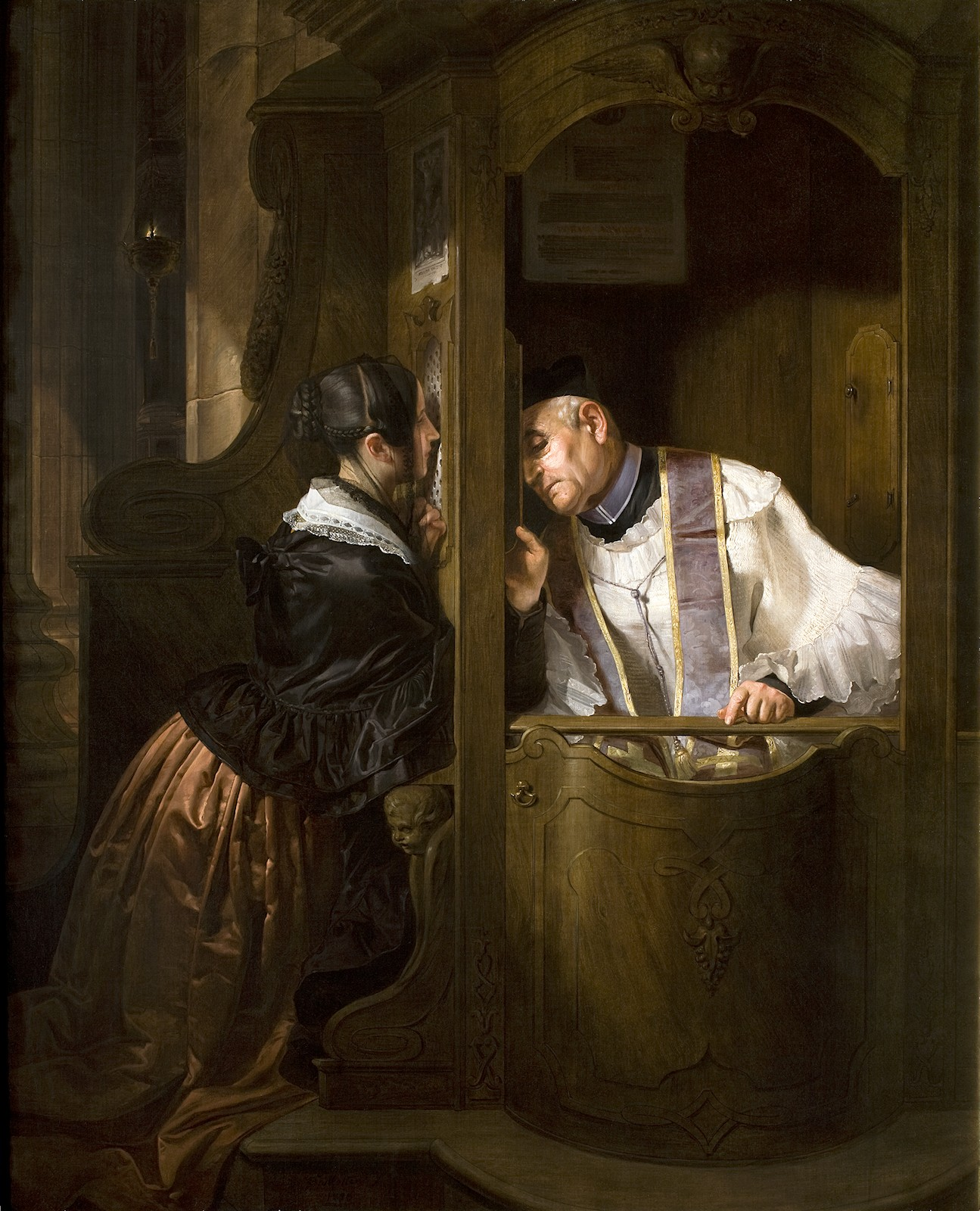
"A Confissão" de Molteni Giuseppe

Inicialmente, segundo a doutrina católica, para que o fiel possa obter o estado de graça deve crer e confessar a doutrina cristã da Santíssima Trindade para que este possa ser batizado. No entanto, como já foi dito, o fiel já batizado pode acabar por pecar mortalmente e, assim, perder o estado de graça. Nesse caso, como só se pode ser batizado apenas uma vez, para que o fiel possa reconquistar o estado de graça para si, há a necessidade de outros dois sacramentos: o sacramento da confissão e, em casos de enfermidade, o sacramento da unção dos enfermos é viável.
O Senhor Jesus Cristo, médico das nossas almas e dos nossos corpos, que perdoou os pecados ao paralítico e lhe restituiu a saúde do corpo quis que a sua Igreja continuasse, com a força do Espírito Santo, a sua obra de cura e de salvação, mesmo para com os seus próprios membros. É esta a finalidade dos dois sacramentos de cura: o sacramente da Penitência e o da Unção dos enfermos.

Catecismo da Igreja Católica, §1421.
Sendo assim, o fiel tem a possibilidade de obter o estado de graça santificante pelas vias do batismo, da confissão, e da unção dos enfermos.